# Hebenkas
Der Hebenkas ist ein 2285 m ü. A. hoher Berg im oberösterreichischen Teil des Toten Gebirges. Es ist der am weitesten nach Osten vorgeschobene Gipfel des gegen das Tal in steilen, über 1000 m hohen Wänden abbrechenden Stoderkamms. Der Gipfel wird von der Ausseer Seite auch Großer Kraxenberg genannt und wird aufgrund seiner Abgeschiedenheit und mühsamen Erreichbarkeit sehr selten besucht. Am höchsten Punkt befindet sich ein Vermessungszeichen.

## Aufstieg
Auf den Gipfel führt kein markierter Anstieg. Wege führen von der Baumschlagerreith über den Hundspfad und das Brandleck oder vom Prielschutzhaus über das Brandleck.